# Henryk Gold
Henryk Gold (ur. 3 września 1899 w Warszawie, zm. według różnych źródeł 9 stycznia lub 6 lipca 1977 w Nowym Jorku) – polski muzyk i kompozytor muzyki rozrywkowej pochodzenia żydowskiego, pionier polskiego jazzu. 

## Życiorys
Był spokrewniony ze znaną rodziną klezmerską Melodystów. 
Ukończył Konserwatorium Warszawskie w klasie Stanisława Barcewicza.
W latach 30. XX wieku był jednym z najbardziej popularnych muzyków w Polsce. Nagrywał muzykę do filmów wraz ze swoją orkiestrą. Razem z Jerzym Petersburskim i bratem Arturem Goldem prowadzili popularny w Warszawie klub Adria. W 1939 roku uczestniczył wraz z orkiestrą w Wystawie Światowej w Nowym Jorku. 
Podczas II wojny światowej koncertował w ZSRR, skąd wyjechał z armią Andersa.

## Upamiętnienie
- Jego nazwisko znajduje się na tablicy informacyjnej na kamienicy Karola Bagieńskiego przy ul. Chmielnej 122, w której mieszkał[4].